# Divinolândia de Minas
Divinolândia de Minas é um município brasileiro do estado de Minas Gerais. Sua população recenseada em 2022 era de 6 516 habitantes. Localiza-se na mesorregião do Vale do Rio Doce.

## História
Arraial do Divino, freguesia de Patrocínio de Guanhães, marca a origem, em 1887, da cidade. A edificação pelos devotos moradores de uma capela dedicada ao Divino Espírito Santo e à Nossa Senhora da Glória, logo nos primórdios, expressa a religiosidade de seus fundadores. Até hoje as festas religiosas são cultivadas.

## Turismo
O Município de Divinolândia é conhecido na região pelo Jubileu de Nossa Senhora Aparecida, criado pelo padre Sebastião Socorro Costa, em 1980, então pároco da cidade. A festa é celebrada até hoje de 3 a 12 de outubro com grande participação de romeiros e romeiras que vêm de fora e dos moradores da cidade. Além do famoso Jubileu, Divinolândia de Minas tem Rodeios e Carnaval, e o Fest Gospel todos os anos.
O município conta com duas belas igrejas, a centenária Igreja do Divino que foi recentemente restaurada e a Igreja Matriz de Nossa Senhora da Glória. Pertence à Diocese de Guanhães.

## Política

### Prefeitos:
| Prefeito                       | Partido | Mandato    | Observação |
| ------------------------------ | ------- | ---------- | --- |
| João Araújo de Souza           | --      | 1963-1966  | Prefeito do município em duas ocasiões. Foi o primeiro prefeito, entre 1963 e 1966, e assumiu novamente mandato entre 1989 e 1992. |
| Havas Pereira D'Assunção       | --      | 1967-1970  | Prefeito do município em duas ocasiões. Primeiramente entre 1967 e 1970 e depois entre 1973 e 1976.                                |
| José Madeira Filho             | --      | 1971-1972  | |
| Havas Pereira D'Assunção       | --      | 1973-1976  | |
| José Coelho Perpétuo           | --      | 1977-1982  | |
| José Longuinhos de Figueiredo  | --      | 1983-1988  | Foi prefeito do município durante três gestões, inicialmente entre 1983 e 1988, e posteriormente entre 1997 e 2004.                |
| José Araújo de Souza           | --      | 1989-1992  | |
| Luciano Magno Coelho           | --      | 1993- 1996 | Prefeito do município em duas ocasiões. Primeiramente entre 1993 e 1996, e posteriormente entre 2005 e 2008.                       |
| José Longuinho de Figueiredo   | --      | 1997- 2004 | Dois mandatos. |
| Luciano Magno Coelho           | PMDB    | 2005-2008  | [ 7 ] |
| Armstrong Antônio Coelho Cunha | PTB     | 2009-2012  | [ 8 ] |
| José Maria Souza               | PSDC    | 2013-2016  | [ 9 ] [ 10 ] |
| Rodrigo Magalhães Coelho       | PV e PP | 2017-2024  | Prefeito do município em duas ocasiões. Primeiramente de 2016 a 2020 e de 2020 a 2024.                                             |
| Geuber de Pinho Campos         | PP e DC | 2025-2028  | |